# Rhododendron sanctum
Rhododendron sanctum är en ljungväxtart som beskrevs av Takenoshin Nakai. Rhododendron sanctum ingår i släktet rododendron, och familjen ljungväxter.

## Underarter
Arten delas in i följande underarter:
- R. s. albiflorum
- R. s. lasiogynum

## Bildgalleri

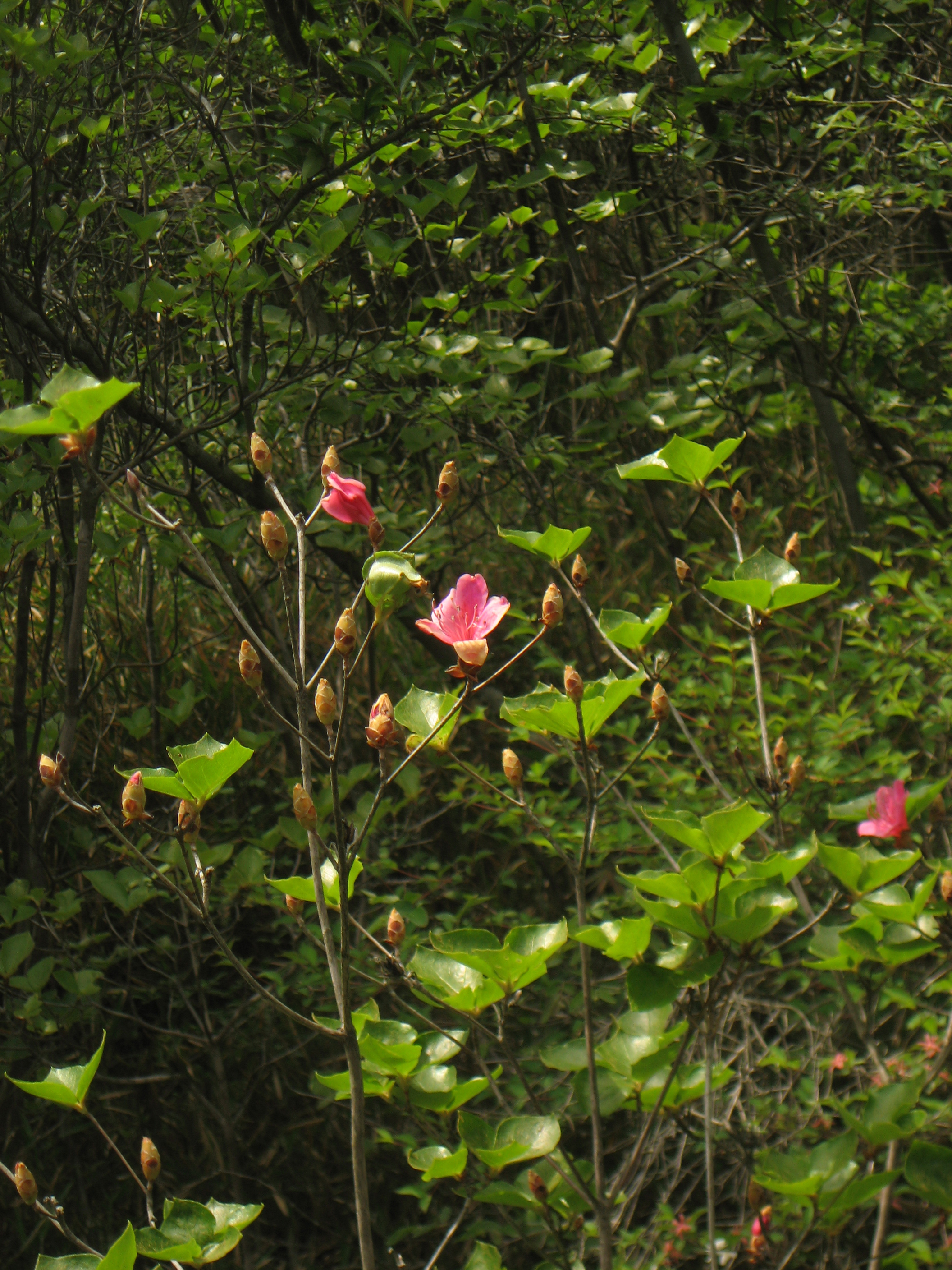
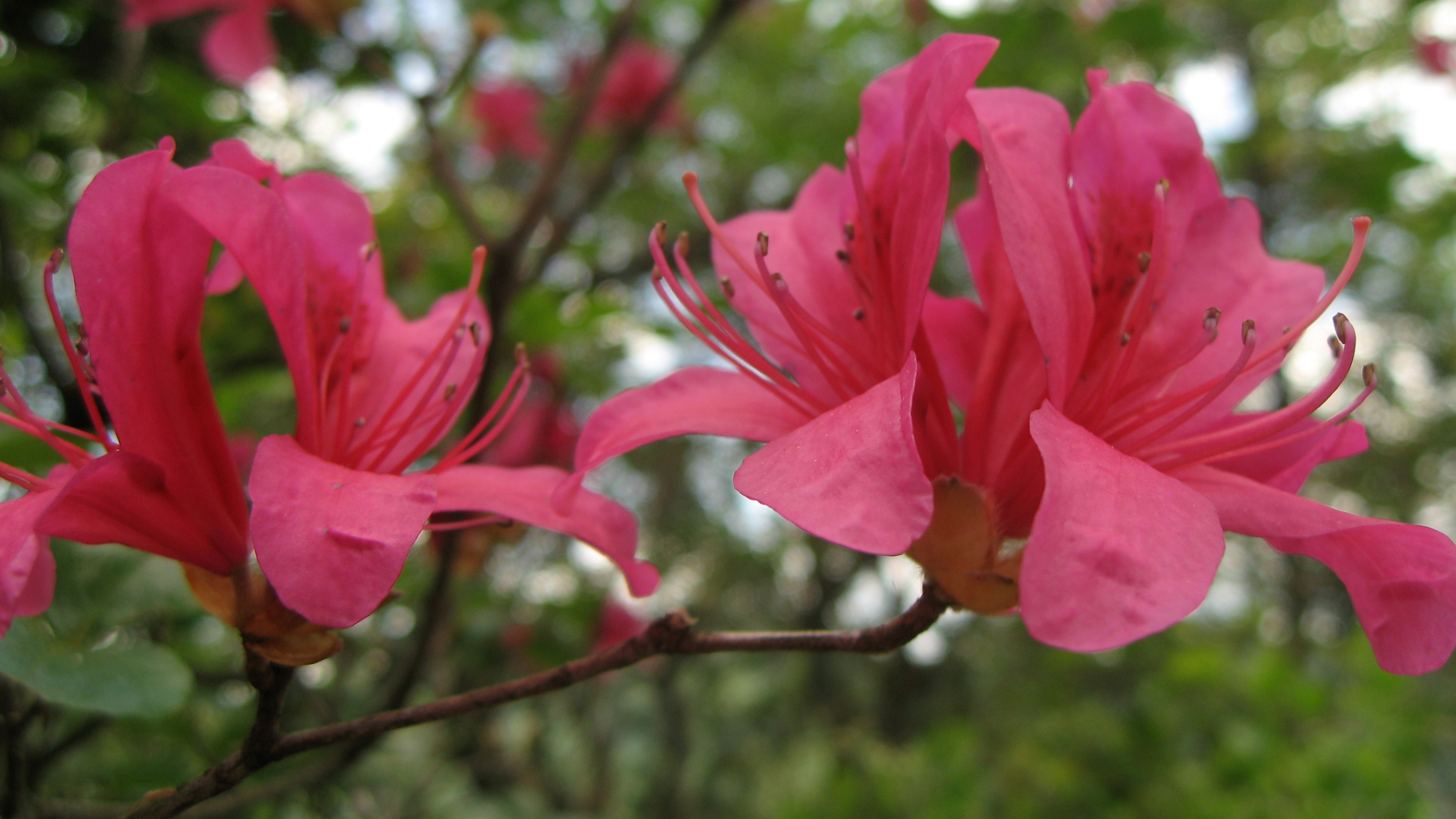
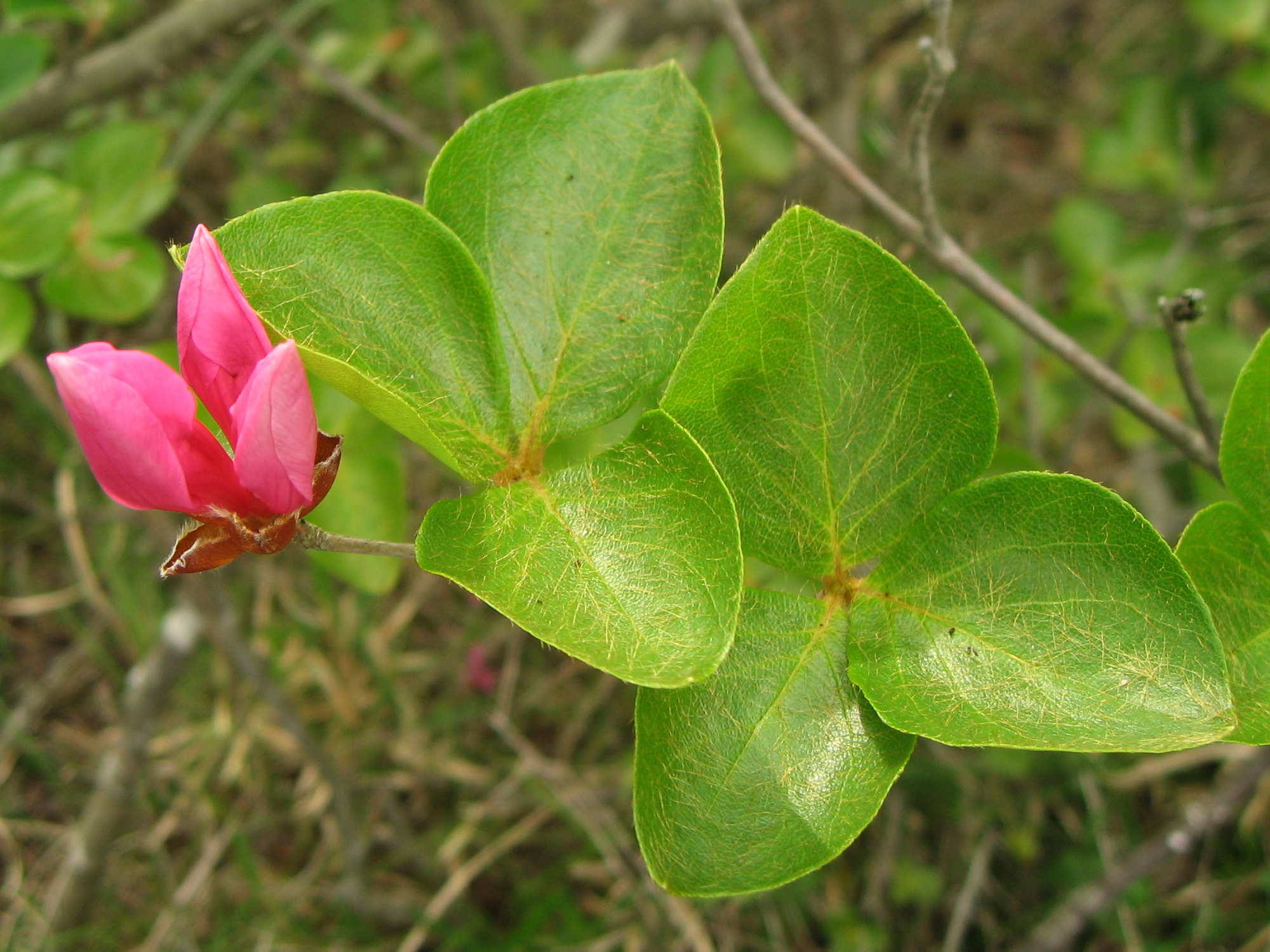
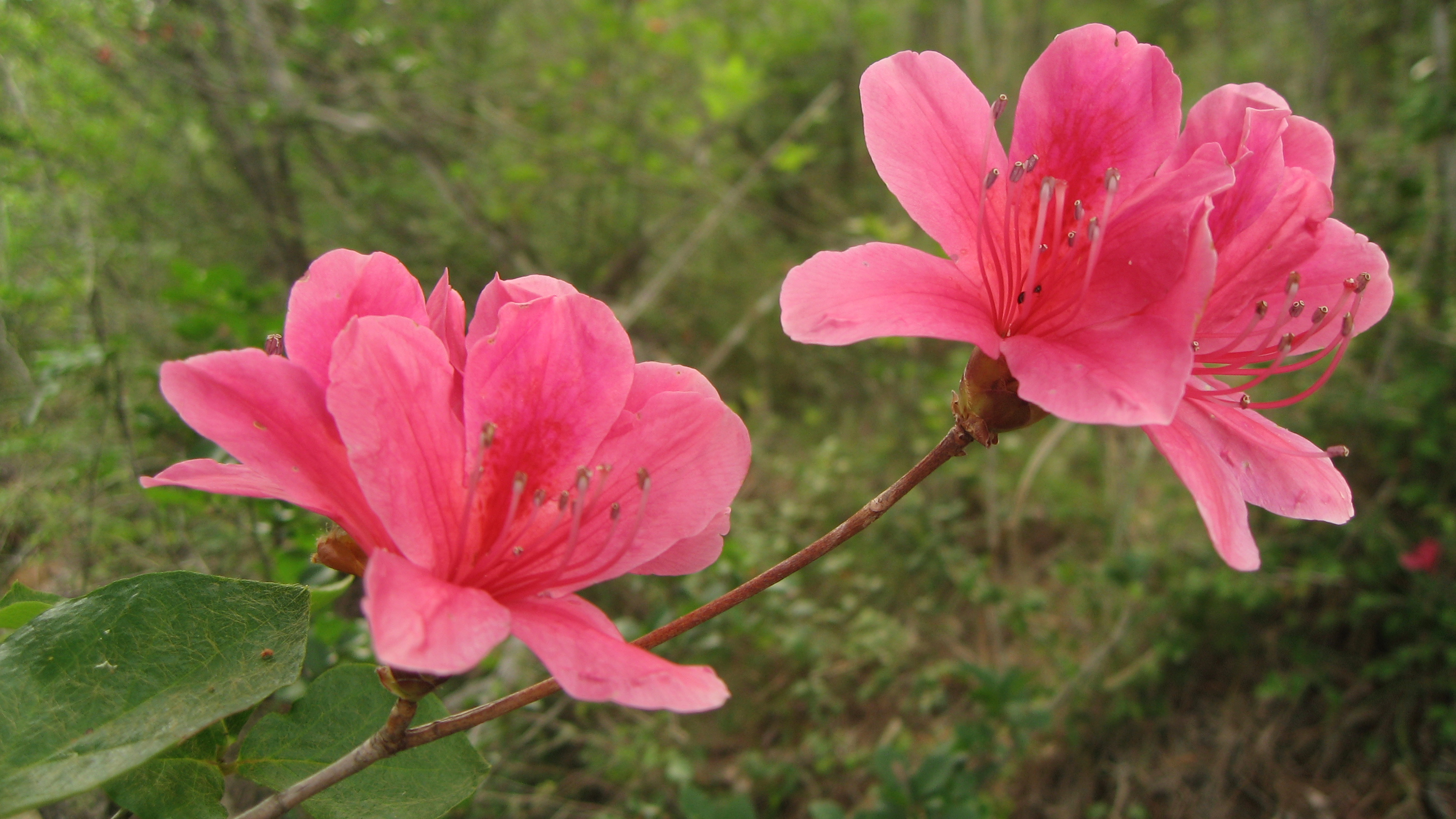
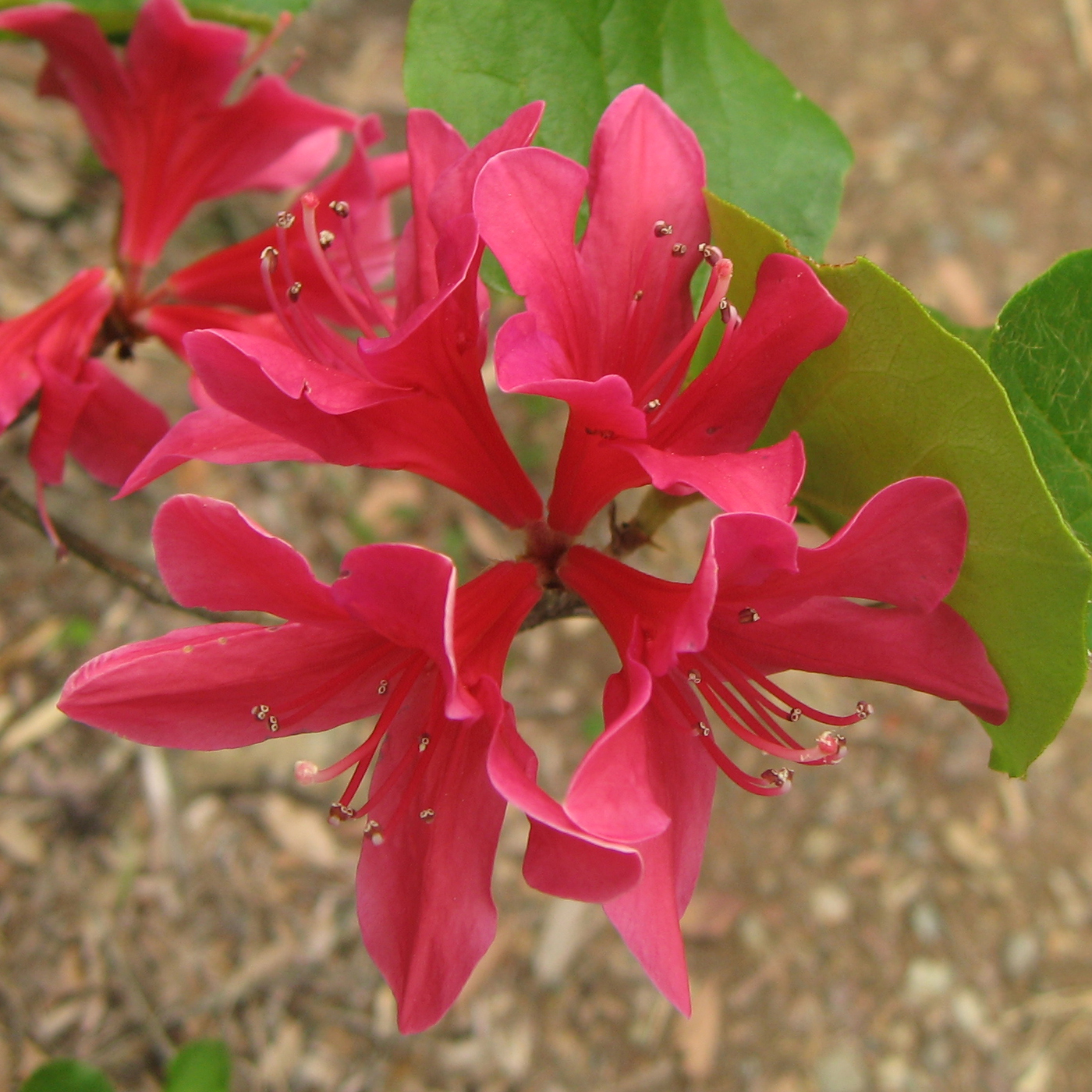
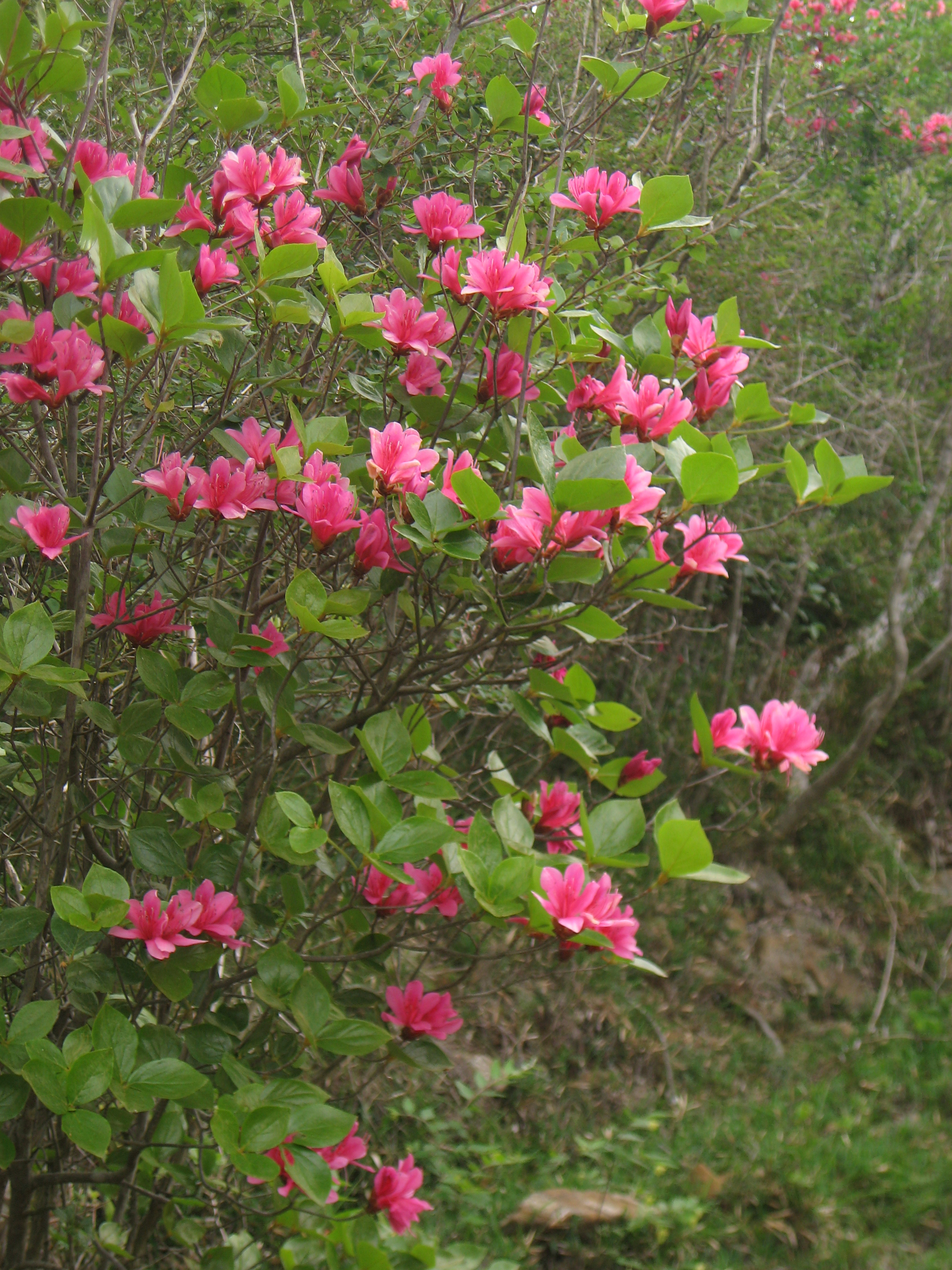